# Nemotaulius coreanus
Nemotaulius coreanus là một loài Trichoptera trong họ Limnephilidae. Chúng phân bố ở miền Cổ bắc.